# Strzelectwo na Letnich Igrzyskach Olimpijskich 1896 – pistolet wojskowy, 25 m
Strzelectwo z pistoletu wojskowego podczas Igrzysk odbyło się 10 kwietnia. W zawodach wzięło udział 16 zawodników z 4 państw. Znane są wyniki pierwszych trzech miejsc oraz nazwiska zawodników z kolejnych dwóch, natomiast o pozostałych brak danych w źródłach.

## Wyniki
| lp.    | Zawodnik             | Kraj              | Punkty       | Trafienia    |          |
| ------ | -------------------- | ----------------- | ------------ | ------------ | -------- |
| 1      | John Paine           | Stany Zjednoczone | 442          | 25           |          |
| 2      | Sumner Paine         | Stany Zjednoczone | 380          | 23           |          |
| 3      | Nikolaos Morakis     | Królestwo Grecji  | 205          | nieznane     | nieznane |
| 4      | Joanis Frangudis     | Królestwo Grecji  | nieznany     | nieznany     |          |
| 5      | Holger Nielsen       | Królestwo Grecji  | nieznany     | nieznany     |          |
| 6.-13. | Ksenon Michailidis   | Królestwo Grecji  | nieznany     | nieznany     |          |
| 6.-13. | Jeorjos Orfanidis    | Królestwo Grecji  | nieznany     | nieznany     |          |
| 6.-13. | Pandazidis           | Królestwo Grecji  | nieznany     | nieznany     |          |
| 6.-13. | Patsuris             | Królestwo Grecji  | nieznany     | nieznany     |          |
| 6.-13. | Pawlos Pawlidis      | Królestwo Grecji  | nieznany     | nieznany     |          |
| 6.-13. | Aristowulos Petmezas | Królestwo Grecji  | nieznany     | nieznany     |          |
| 6.-13. | Platis               | Królestwo Grecji  | nieznany     | nieznany     |          |
| 6.-13. | Wawis                | Królestwo Grecji  | nieznany     | nieznany     |          |
| –      | Pandelis Karasewdas  | Królestwo Grecji  | nie ukończył | nie ukończył |          |
| –      | Sidney Merlin        | Wielka Brytania   | nie ukończył | nie ukończył |          |
| –      | Sanidis              | Królestwo Grecji  | nie ukończył | nie ukończył |          |